# 동치제
동치제(同治帝, 1856년 4월 27일(음력 3월 23일) ~ 1875년 1월 12일(음력 1874년 12월 5일))은 청나라의 제10대 황제(재위 1861년 ~ 1875년)이다. 
휘는 재순(載淳), 묘호는 목종(穆宗)이며, 시호는 계천개운수중거정보대정공성지성효신민공관명숙의황제(繼天開運受中居正保大定功聖智誠孝信敏恭寬明肅毅皇帝)이다. 동치(同治)는 그의 연호이다.

## 치세
1861년 8월 22일에서 1875년 1월 12일까지 재위하였는데 즉위 당시 동치제의 나이가 아직 어렸기 때문에 종실 및 숙부 혁흔과 적모 동태후, 생모 서태후가 번갈아 가며 섭정하였다.

## 생애
1861년 8월 22일을 기하여 붕어한 아버지 함풍제의 뒤를 이어 5세의 나이에 즉위하였다. 친척 종실들인 숙순과 이혁친왕과 아이신기오로 두완후와가 차례로 섭정하였으며 뒤이어 이복 숙부 혁흔이 신유정변을 일으키며 1861년 12월 15일에서부터 1863년 3월 3일까지 섭정하였고 1863년 3월 3일에서부터 1870년 3월 3일까지 동태후가, 1870년 3월 3일에서부터 1873년 3월 3일까지 서태후가 섭정하였다. 그 후 1873년 3월 3일에서부터 1874년 12월 17일을 기하여 사촌 남동생 광서제에게 선위할 때까지 친정을 하였다. 그러나 그의 치세 시기 중 친정이 시작된 후에도 서태후는 명목상으로만 정권을 반납하였을 뿐 줄곧 아들을 감시하며 이전처럼 권력을 휘둘렀다. 17세 때 천연두를 앓고 있던 동치제가 1년 후 18세 때 사촌 동생 재첨한테 선위를 하였지만 이런 선위 작전도 사실은 서태후의 치맛바람이 섞인 입김이었다. 어려서부터 문후(問候)와 명절 시기에 예(禮)를 올릴 때를 제외하고는 어머니과의 교류가 없었던 동치제는 엄하고 냉정한 서태후보다 착하고 성실한 동태후와 보다 더 가까이 지냈다. 동치제가 15세가 되자 동태후와 서태후는 각각 그의 신붓감을 추천했는데 동치제는 생모 서태후가 아닌 적모 동태후가 고른 아로특씨를 황후로 선택했다. 이를 못마땅히 여긴 서태후는 동치제에게 아직 배워야 할 것이 많으니 학업에 방해가 되지 않도록 황후의 침실에 드나들지 말라고 주의를 주었다. 사촌 남동생 재첨한테 선위한 이듬해 1875년 1월 12일을 기하여 상황 동치제는 19세의 나이에 사망하였다.

## 사인
동치제의 공식적인 사인은 천연두였으며 그의 스승인 옹동화도 자신의 일기에 동치제가 천연두에 걸렸다고 적고 있다. 청대 황제의 의료 기록인 《만세야진약용약저부》(萬歲爺進藥用藥底簿)도 동치제의 사인을 천연두로 적었다. 그러나 민간에서는 동치제가 천연두가 아닌 매독으로 죽었다는 소문이 돌았다. 황후 아로특씨와 사이가 좋았음에도 서태후의 엄중한 감시 속에서 그녀와 마음대로 만날 수 없었던 동치제가 환관의 권유로 사창가에 드나들었고 매독에 걸렸는데 이를 증상이 비슷한 천연두로 속였다는 것이다. 동치제는 얼굴을 비롯한 피부에 붉은 반점이 생겼고 이를 짜내자 악취와 함께 붉은 종기가 났는데 서태후는 동치제가 자신의 얼굴을 보지 못하도록 거울을 치워버렸다고 한다. 황실 어의 이덕입(李德立)은 후에 '황제를 진찰하였을 때 성병 초기 증세가 있었지만 황실의 명예와 체통이 걸린 일이라 함부로 발설할 수 없었다.'고 증언하였다.

## 가족 관계

### 조부모와 부모
- 조부: 선종 도광성황제(宣宗 道光成皇帝) 민녕(旻寧)
- 조모: 효전성황후 뉴호록씨(孝全成皇后 鈕祜祿氏)
- 부친: 문종 함풍현황제(文宗 咸豊顯皇帝) 혁저(奕詝)
- 모친: 효흠현황후 엽혁나랍씨(孝欽顯皇后 葉赫那拉氏)

### 황후
| 봉호       | 시호                    | 이름(성씨)           | 재위년도        | 생몰년도        | 국구(장인/장모)                                                                                           | 별칭  | 비고   |
| ---------- | ----------------------- | -------------------- | --------------- | --------------- | --- | ----- | ------ |
| 황후(皇后) | 효철의황후 (孝哲懿皇后) | 아로특 씨 (阿魯特氏) | 1872년 ~ 1874년 | 1854년 ~ 1875년 | 삼등승은문절공 (三等承恩文節公) 아로특 숭기 (阿魯特 崇綺) 일품부인(一品夫人) 아이신기오로 씨 (愛新覺羅氏) | [ 9 ] | [ 10 ] |

### 후궁
| 봉호                | 시호                    | 이름(성씨)                 | 생몰년도        | 별칭   | 비고   |
| ------------------- | ----------------------- | -------------------------- | --------------- | ------ | ------ |
| 혜황귀비 (慧皇貴妃) | 숙신황귀비 (淑愼皇貴妃) | 푸차 씨 (富察氏)           | 1859년 ~ 1904년 | [ 11 ] |        |
| 순황귀비 (珣皇貴妃) | 공숙황귀비 (恭肅皇貴妃) | 아로특 씨 (阿魯特氏)       | 1857년 ~ 1921년 | [ 12 ] | [ 13 ] |
| 유황귀비 (瑜皇貴妃) | 헌철황귀비 (獻哲皇貴妃) | 혀서리 씨 (赫舍里氏)       | 1856년 ~ 1932년 | [ 14 ] | [ 13 ] |
| 진황귀비 (瑨皇貴妃) | 돈혜황귀비 (敦惠皇貴妃) | 시린기오로 씨 (西林覺羅氏) | 1856년 ~ 1933년 | [ 15 ] | [ 13 ] |

## 기년과 연호
| 연호       | 사용기간 | 사용기간 | 년수 | 비고 |
| ---------- | -------- | -------- | ---- | ---- |
| 동치(同治) | 1862년   | 1874년   | 13년 |      |

## 같이 보기
- 둥간 혁명